# Karina Battis
Karina Bez Batti de Paula (Florianópolis, Santa Catarina, 11 de Outubro de 1977), mais conhecida como Karina Battis, é uma cantora brasileira.

## Carreira
Em 2000 Karina se inscreveu no concurso de novos talentos promovido pelo Domingão do Faustão, da Rede Globo, terminando entre os 14 semifinalistas dos 35 mil inscritos e sendo convidada para se tornar backing vocal da Família Lima na sequência. Em 2001 assinou contrato com a Abril Music e lançou seu álbum homônimo, focado na música pop e encabeçado pelos singles "Dono dos Meus Sonhos", "Eu te Quero Aqui" e "Oh Baby", com participação da boyband Twister. Em 2002 o álbum foi relançado com uma regravação de "Can't Get You Out of My Head", de Kylie Minogue, intitulada "Eu Não Paro de Pensar em Você", sendo o maior sucesso de sua carreira.
Em 2003, com a falência da Abril Music, Karina ficou sem gravadora. Neste mesmo ano ela aceitou posar nua para a revista Sexy, alegando que a expectativa era chamar atenção de uma nova gravadora, o que acabou não ocorrendo e ela encerrando a carreira na música.

## Discografia

### Álbuns
| EP            | Detalhes                                                                 |
| ------------- | ------------------------------------------------------------------------ |
| Karina Battis | - Lançamento: 2 de junho de 2001 - Formatos: CD - Gravadora: Abril Music |

### Singles
| Título                          | Ano  | Álbum         |
| ------------------------------- | ---- | ------------- |
| "Eu te Quero Aqui"              | 2001 | Karina Battis |
| "Dono dos Meus Sonhos"          | 2001 | Karina Battis |
| "Oh Baby" (part. Twister)       | 2001 | Karina Battis |
| "Eu não Paro de Pensar em Você" | 2002 | Karina Battis |

## Filmografia
| Ano  | Título                | Personagem |
| ---- | --------------------- | ---------- |
| 2008 | Encarnação do Demônio | Susy       |